# Războiul de Independență al Estoniei
Războiul de independență al Estoniei, sau Războiul de Eliberare a Estoniei (în estonă Vabadussõda, literalmente „Războiul pentru Libertate”) a fost o campanie defensivă a armatei estone⁠(d) și a aliaților săi, în special Regatul Unit, împotriva ofensivei rusești sovietice din 1918–1919 și agresiunii din 1919 a Armatei Teritoriale Baltice⁠(d) pro-germane. Campania a reprezentat lupta nou-înființatului stat democratic Estonia pentru independență după Primul Război Mondial. Rezultatul a fost victoria Estoniei, consfințită prin Tratatul de la Tartu⁠(d) din 1920.

## Context
În timpul Revoluției Ruse din 1917, nou-alesul legislativ provincial (dieta de stat⁠(d) sau Maapäev⁠(d)) a guberniei autonome Estonia⁠(d) s-a autoproclamat cea mai înaltă autoritate suverană a Estoniei, în locul noului guvern bolșevic al Rusiei. Ca urmare, bolșevicii locali au dizolvat Maapäev și au obligat temporar conducerea estonă aleasă democratic să intre în clandestinitate în capitala Tallinn. Câteva luni mai târziu, în februarie 1918, profitând de intervalul dintre retragerea Armatei Roșii și sosirea Armatei Imperiale Germane⁠(d), Comitetul de Salvare⁠(d) format de Maapäev a emis Declarația de Independență a Estoniei⁠(d) la Tallinn la 24 februarie 1918 și a format Guvernul Provizoriu al Estoniei⁠(d). Această primă perioadă de independență a fost extrem de scurtă, deoarece trupele germane au intrat în Tallinn⁠(d) a doua zi. Autoritățile germane nu au recunoscut nici guvernul provizoriu, nici independența Estoniei.
După Revoluția Germană și capitularea Germaniei Imperiale la sfârșitul Primului Război Mondial, 11–14 noiembrie 1918, reprezentanții Germaniei au predat oficial puterea politică Guvernului Provizoriu Eston. La 16 noiembrie 1918, guvernul provizoriu a cerut mobilizarea voluntară și a început să organizeze forțele armate estone, cu Konstantin Päts⁠(d) ca ministru de război, generalul-maior Andres Larka⁠(d) ca șef de stat major⁠(d) și generalul-maior Aleksander Tõnisson⁠(d) ca comandant al armatei estoniene, constând inițial dintr-o singură divizie.

## Cursul războiului

### Ofensiva sovietică spre vest

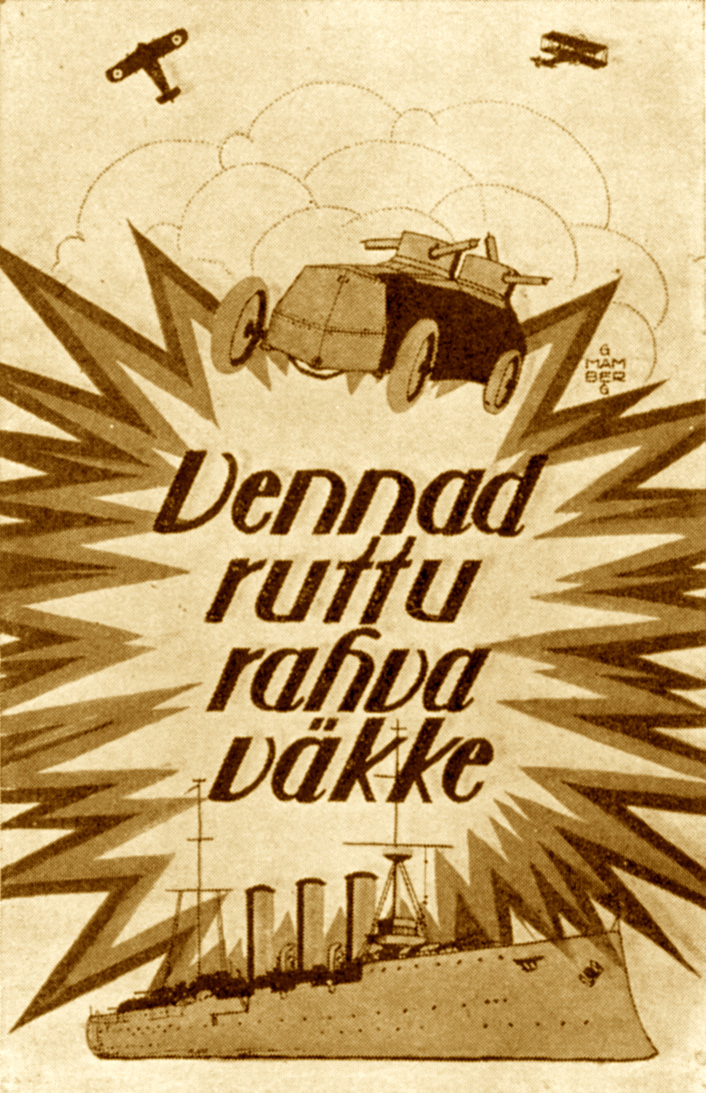
„Fraților, grăbiți-vă să vă alăturați Armatei Națiunii!”— Afiș de recrutare a Armatei Estone în 1918

La sfârșitul lui noiembrie 1918, forțele armate ruse sovietice bolșevice s-au deplasat împotriva Estoniei. La 28 noiembrie 1918, Divizia 6 sovietică de pucași roșii⁠(d) a atacat⁠(d) orașul de graniță Narva, marcând începutul Războiului de Independență al Estoniei.
Divizia a VI-a sovietică de pușcași roșii a atacat cu 7.000 de infanteriști, 22 de tunuri de câmp⁠(d), 111 mitraliere, un tren blindat, două vehicule blindate, două avioane și crucișătorul clasa Bogatîr⁠(d) Oleg susținut de două distrugătoare. Orașul a fost apărat de Liga de Apărare a Estoniei⁠(d) (Garda Internă, formată parțial din elevi de liceu) și de Regimentul de Infanterie Nr. 405⁠(d) al Armatei Germane. Roșiii au capturat Narva pe 29 noiembrie, iar Regimentul de Infanterie Nr. 405 s-a retras spre vest.
Divizia a 2-a sovietică Novgorod a deschis un al doilea front la sud de Lacul Peipus, cu 7.000 de infanterie, 12 tunuri de câmp, 50 de mitraliere, două trenuri blindate și trei vehicule blindate.
Forțele militare estone erau compuse la acea vreme din 2.000 de oameni cu arme ușoare și aproximativ 14.500 de oameni prost înarmați în Liga de Apărare a Estoniei. Sfârșitul lui noiembrie 1918 a adus formarea Batalionului Baltic, care cuprindea în principal o companie de mitraliere călare plus infanterie. Minoritatea germanilor baltici din Estonia a furnizat batalionului o trupă considerabilă de miliție voluntară, care a fost una dintre primele unități de luptă ale armatei estone și și-a menținut o loialitate fermă față de autoritatea Republicii.
Regimentul 49 pușcași roșii din Letonia a ocupat nodul feroviar Valga pe 18 decembrie și orașul Tartu în ajunul Crăciunului. Tot în ajunul Crăciunului, Divizia a VI-a Pușcași Roșii a capturat nodul feroviar Tapa, avansând până la 34 de kilometri de capitala Tallinn. Bolșevicii estoni au proclamat Comuna Muncitorească Estonă⁠(d) la Narva.
Până la sfârșitul anului, Armata a VII-a Roșie controla Estonia de-a lungul liniei frontului, la 34 de kilometri est de Tallinn, la vest de Tartu și la sud de Ainaži⁠(d).

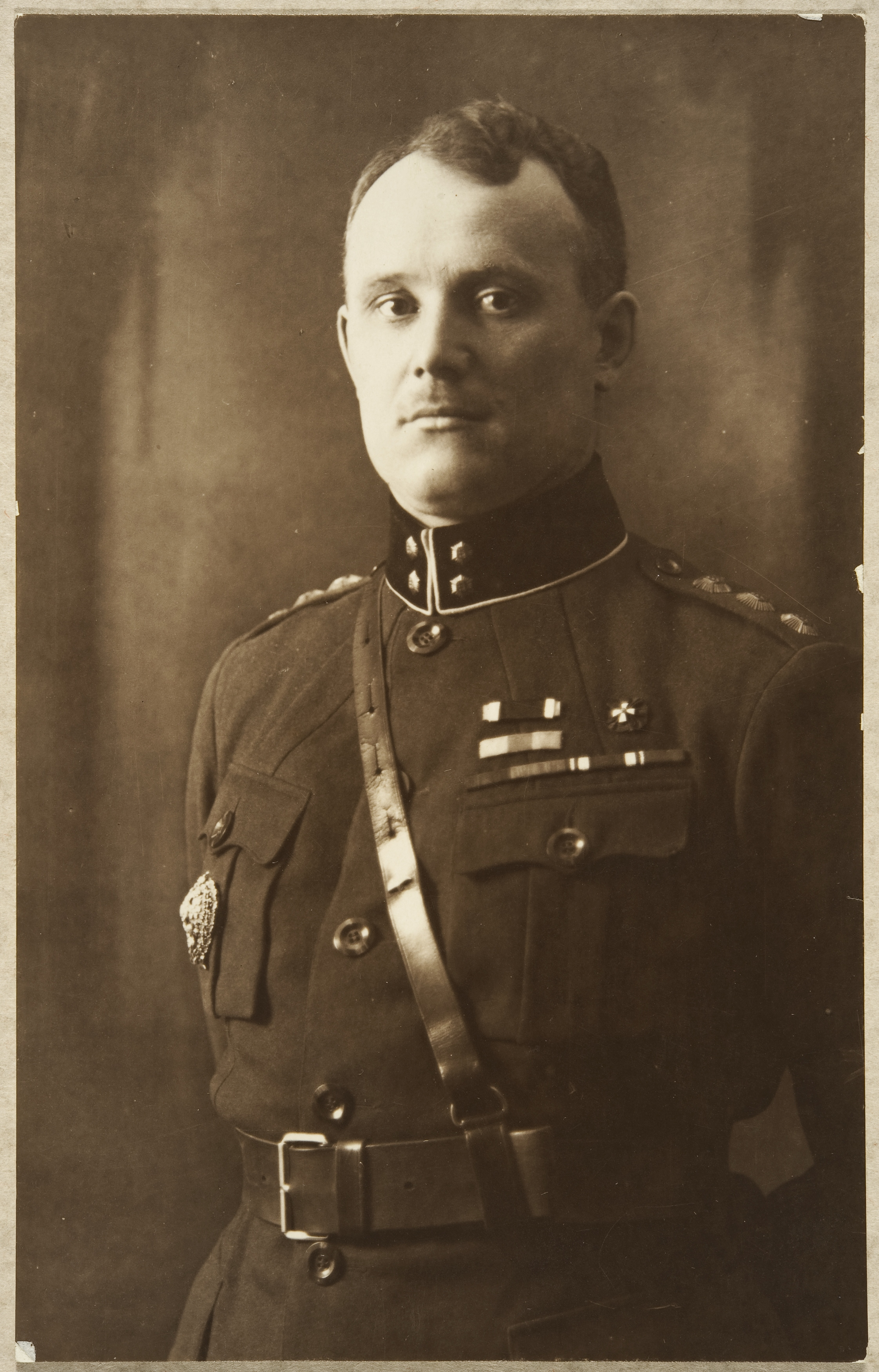
în timpul Războiului de Independență

Colonelul Johan Laidoner⁠(d) a fost numit comandant suprem⁠(d) al forțelor armate estone. El a recrutat 600 de ofițeri și 11.000 de voluntari până la 23 decembrie 1918.

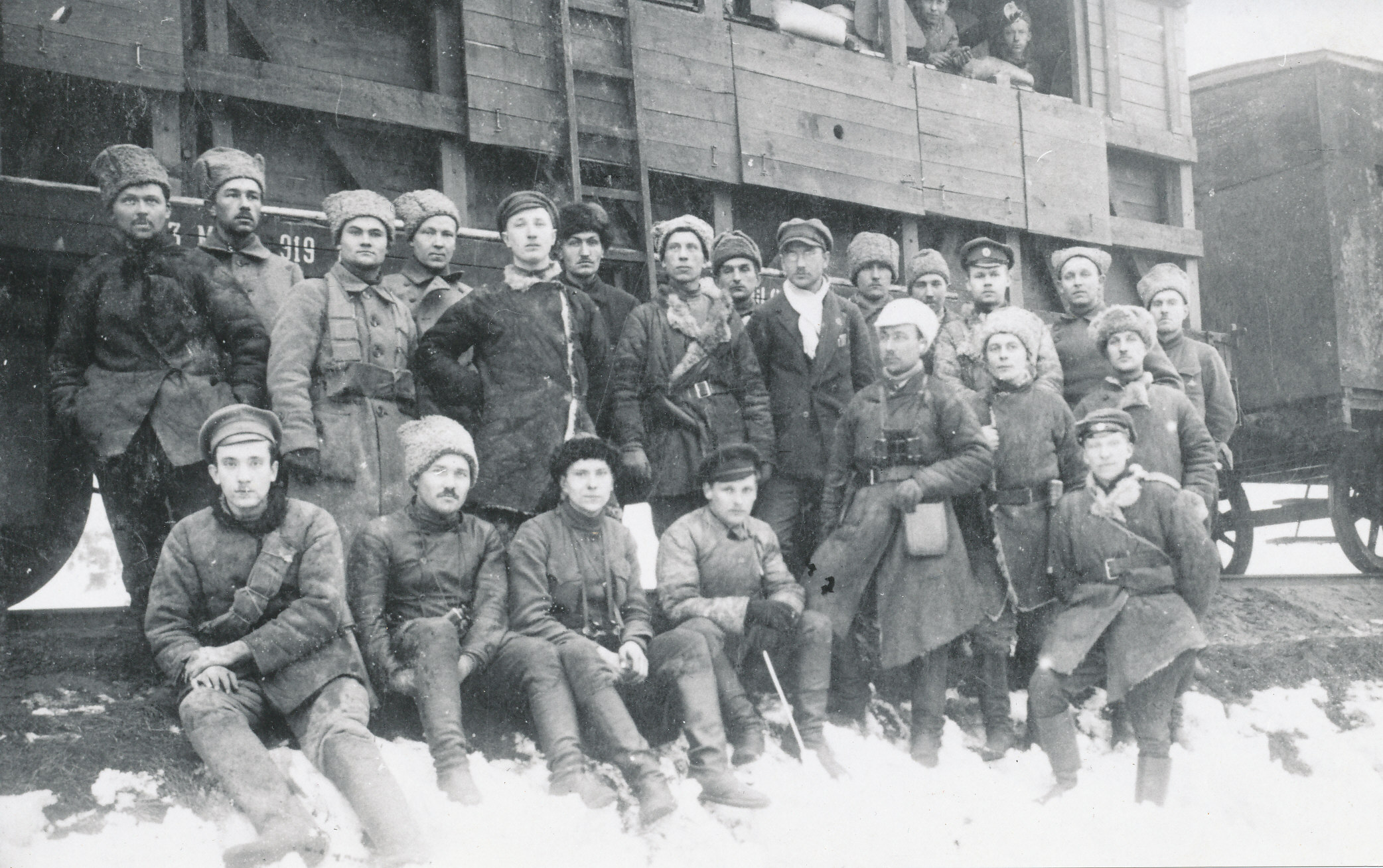
Ofițerii trenului blindat eston nr. 1 în decembrie 1918

El a reorganizat forțele prin înființarea Diviziei a II-a⁠(d) în sudul Estoniei sub comanda colonelului Viktor Puskar⁠(d), împreună cu unități de comando, cum ar fi Batalionul de Partizani Tartumaa și Batalionul Kalevi Malev.
Guvernul național a obținut asistență externă. La 5 decembrie, Finlanda a livrat 5.000 de puști și 20 de tunuri de câmp împreună cu muniție.
O escadrilă a Marinei Regale Britanice, comandată de contraamiralul⁠(d) Sir Edwyn Alexander-Sinclair,⁠(d) a sosit la Tallinn pe 31 decembrie și a livrat 6.500 de puști, 200 de mitraliere și două tunuri de câmp. Escadrila a capturat două distrugătoare rusești, Spartak și Avtroil, și le-a predat Estoniei, care le-a redenumit Vambola și Lennuk.
Pe 2 ianuarie, 2000 de voluntari finlandezi organizați în unități au sosit în Estonia. Trei trenuri blindate au fost construite în Tallinn sub comanda căpitanului de marină⁠(d) Johan Pitka⁠(d) și căpitanului Karl Parts⁠(d).

### Eliberarea teritoriului Estoniei

Prima sărbătoare a Zilei Independenței Estoniei la Tallinn, pe

Până la începutul anului 1919, armata estonă și-a mărit rândurile la un total de 13.000 de oameni, cu 5.700 pe front înfruntând 8.000 de sovietici. Armata Estonă întărită a oprit înaintarea Armatei a VII-a Roșii între 2 și 5 ianuarie 1919 și a intrat în contraofensivă pe 7 ianuarie.
Tapa a fost eliberată două zile mai târziu într-o campanie care s-a remarcat prin implementarea cu mult succes a trenurilor blindate „soomusrongid”. Această întorsătură a evenimentelor a fost urmată rapid de eliberarea importantului oraș Rakvere pe 12 ianuarie.
Pentru a elibera Narva, o forță fino-estonă de 1.000 de oameni a debarcat la Utria⁠(d) în spatele Diviziei a VI-a Pușcași sovietice pe 17 ianuarie, tăind retragerea către est a forțelor sovietice. A doua zi, Narva era eliberată.
În consecință, frontul de nord-est s-a stabilizat de-a lungul râului Narva. În 11 zile, Divizia I⁠(d) avansase 200 km.
Pe teatrul sudic de operațiuni, Tartu a fost eliberat prin desfășurarea rapidă a trenurilor blindate și a Batalionului de Partizani Tartumaa. Divizia a II-a a continuat să avanseze spre sud, confruntându-se cu o creștere a rezistenței sovietice. În bătălia de la Paju⁠(d), batalionul de partizani din Tartumaa și voluntarii finlandezi i-au alungat pe pușcașii roșii letoni din Valga pe 31 ianuarie.

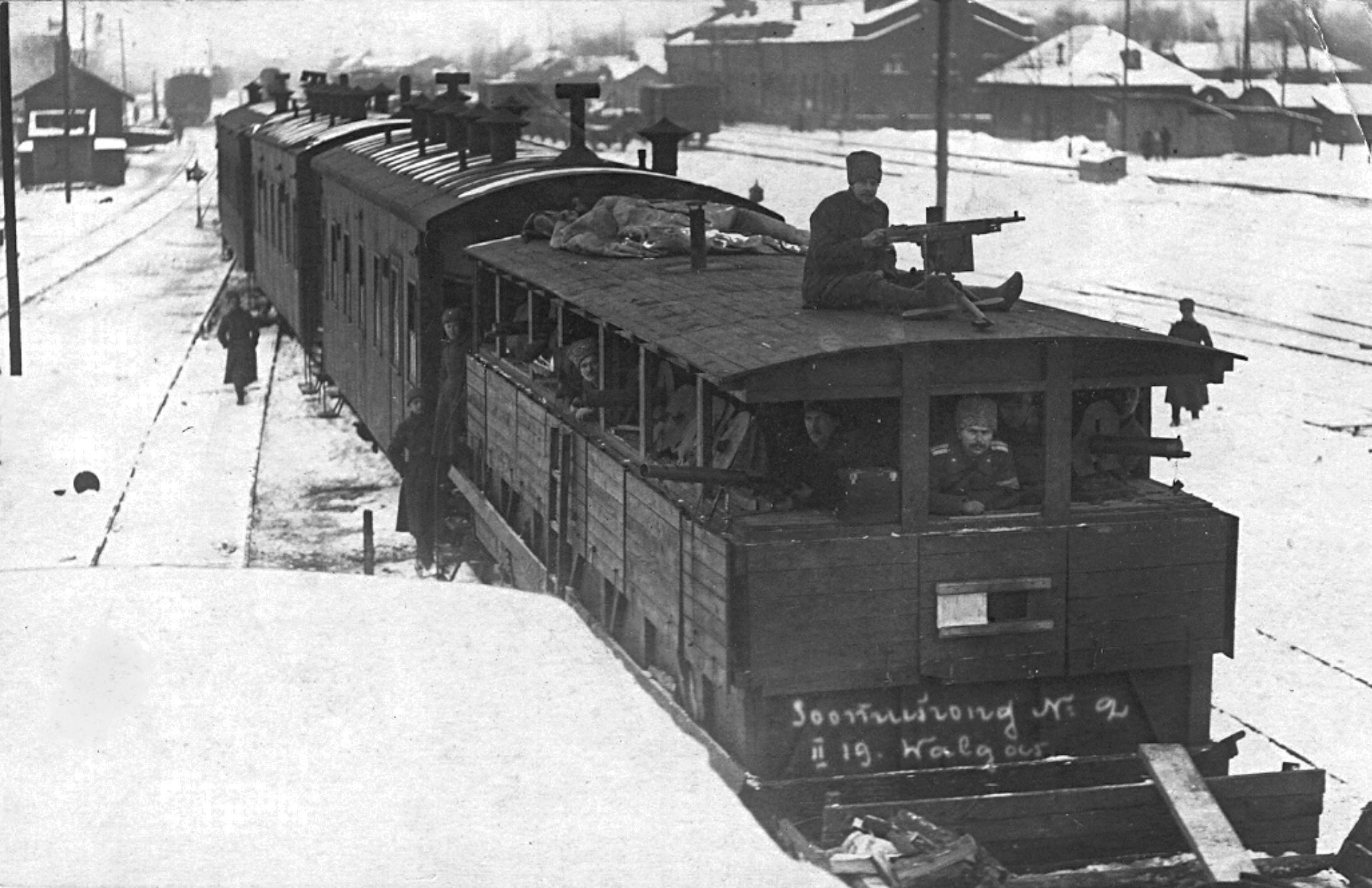
Tren blindat eston la Valga în februarie 1919

Armata a VII-a Roșie a fost împinsă în afara granițelor Estoniei de astăzi, iar frontul de luptă a continuat în regiunile istorice locuite de estoni. În a doua jumătate a lunii februarie, Estonia a capturat Salacgrīva⁠(d) și Alūksne. Acest avans a fost în scurt timp oprit de o acumulare sovietică, aparent menită unei noi ofensive expansioniste în Estonia. În prima Zi a Independenței⁠(d) din 24 februarie 1919, forțele estone pro-independență de pe front erau formate din 19.000 de oameni, 70 de tunuri de câmp și 230 de mitraliere. Estonia devenise prima țară care respingea ofensiva sovietică spre vest.
În a doua jumătate a lunii februarie, armatele roșii au început noua ofensivă sovietică pentru capturarea Estoniei. În acest scop, sovieticii au înființat ceea ce se numea noua Armată Roșie „Estonă”⁠(d). Această forță considerabilă era formată din peste 80.000 de recruți.
În pozițiile de-a lungul râului Narva, Divizia I Estonă și Corpul de Nord al Rusiei Albe, aliate, au respins atacurile Armatei a VII-a Roșii. Armata Roșie a bombardat puternic Narva, lăsând aproximativ 2.000 de oameni fără adăpost, dar în cele din urmă nu a reușit să cucerească orașul. Majoritatea forțelor sovietice erau concentrate pe și de-a lungul frontului de sud. Așa-numita Armată Roșie „Estonă” a capturat parohiile Alūksne, Setomaa⁠(d), Vastseliina⁠(d) și Räpina până pe 15 martie.
După ce a primit întăriri, Divizia a II-a estonă a contraatacat și a recâștigat Petseri⁠(d) până la 29 martie. Ulterior, Armata Roșie „Estonă” a fost împinsă în spatele râului Optjok.
La 27 martie, Divizia a III-a⁠(d) estonă a fost desfășurată de-a lungul flancului de vest al frontului de sud, sub comanda generalului-maior Ernst Põdder⁠(d). La Võru, situația a devenit critică pe 22 aprilie, când Armata Roșie s-a apropiat de 1,5 km de oraș. Luptele grele au continuat pe frontul de sud-est până în prima jumătate a lunii mai.
Pe 25 aprilie, pușcașii roșii letoni au capturat Rūjiena⁠(d), dar au fost în curând împinși înapoi de Divizia a III-a pe linia Salacgrīva⁠(d) - Seda - Gauja.

### Alegerile din Estonia și formarea de unități străine

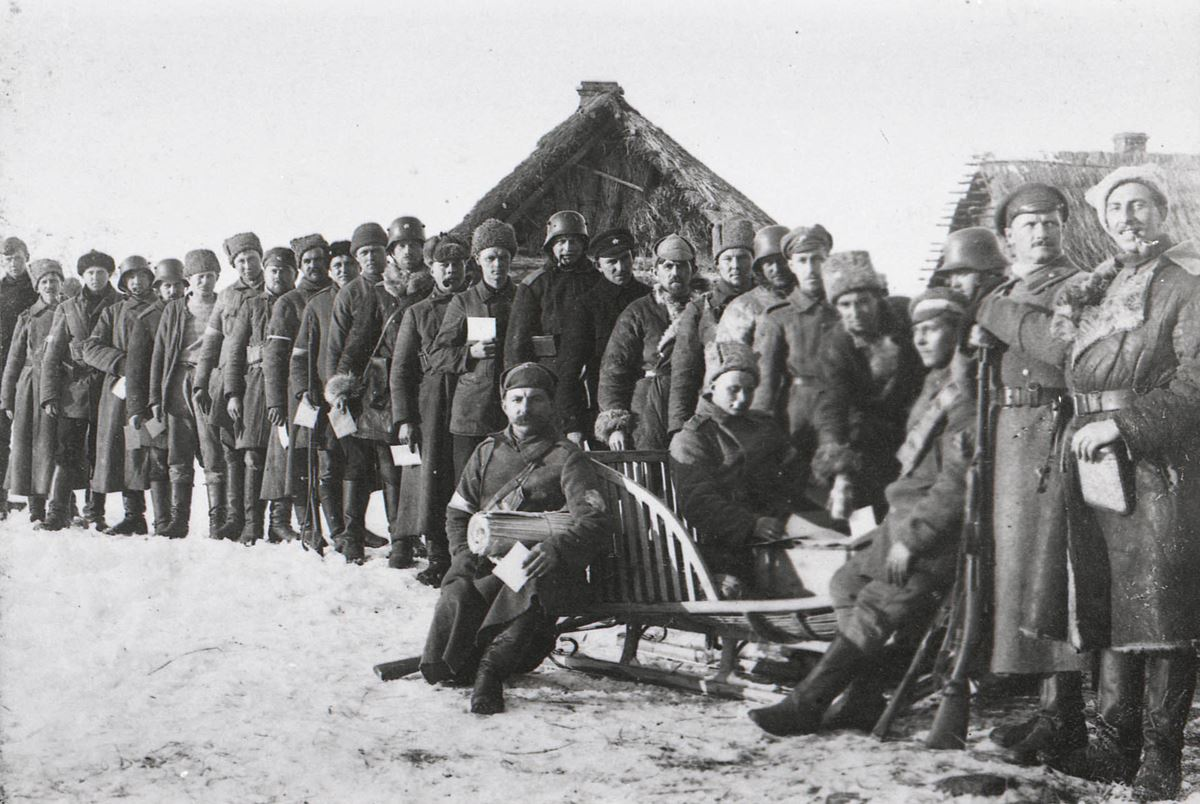
Soldații estoni care au participat la din aprilie 1919

În perioada 5–7 aprilie 1919 a fost aleasă Adunarea Constituantă a Estoniei. Alegerile au fost câștigate de partidele de stânga și de centru. Cei 120 de membri ai Adunării Constituante s-au reunit în ședința de deschidere din 23 aprilie și l-au ales președinte pe social-democratul August Rei⁠(d). Guvernul provizoriu s-a retras și s-a format un nou guvern condus de Otto Strandman⁠(d). La 4 iunie, adunarea a adoptat o Constituție temporară a Estoniei. La 10 octombrie a fost adoptată Legea reformei agrare⁠(d), care a confiscat și redistribuit marile proprietăți ale germanilor baltici, care acopereau mai mult de jumătate din teritoriul Estoniei.
Estonia a ajutat activ la organizarea forțelor letone, ingriene și ruse albe pe teritoriul Republicii. Corpul Alb de Nord⁠(d) al Rusiei s-a organizat în Estonia din decembrie 1918. La 18 februarie, s-a semnat un acord între Estonia și Letonia, care a permis formarea de forțe letone sub comandă estonă, pentru a fi folosite doar pe frontul de sud. Brigada letonă de nord sub comanda lui Jorģis Zemitāns⁠(d) a fost formată din cetățenii letoni care fugiseră în Estonia. În martie 1919, a fost semnat un acord cu Comitetul Național Popular Ingrian pentru formarea unui batalion ingrian. Până în mai 1919, în unitățile naționale respective erau 6.000 de ruși, 4.000 de letoni și 700 de ingrieni.

### Ofensivele din Rusia și Letonia

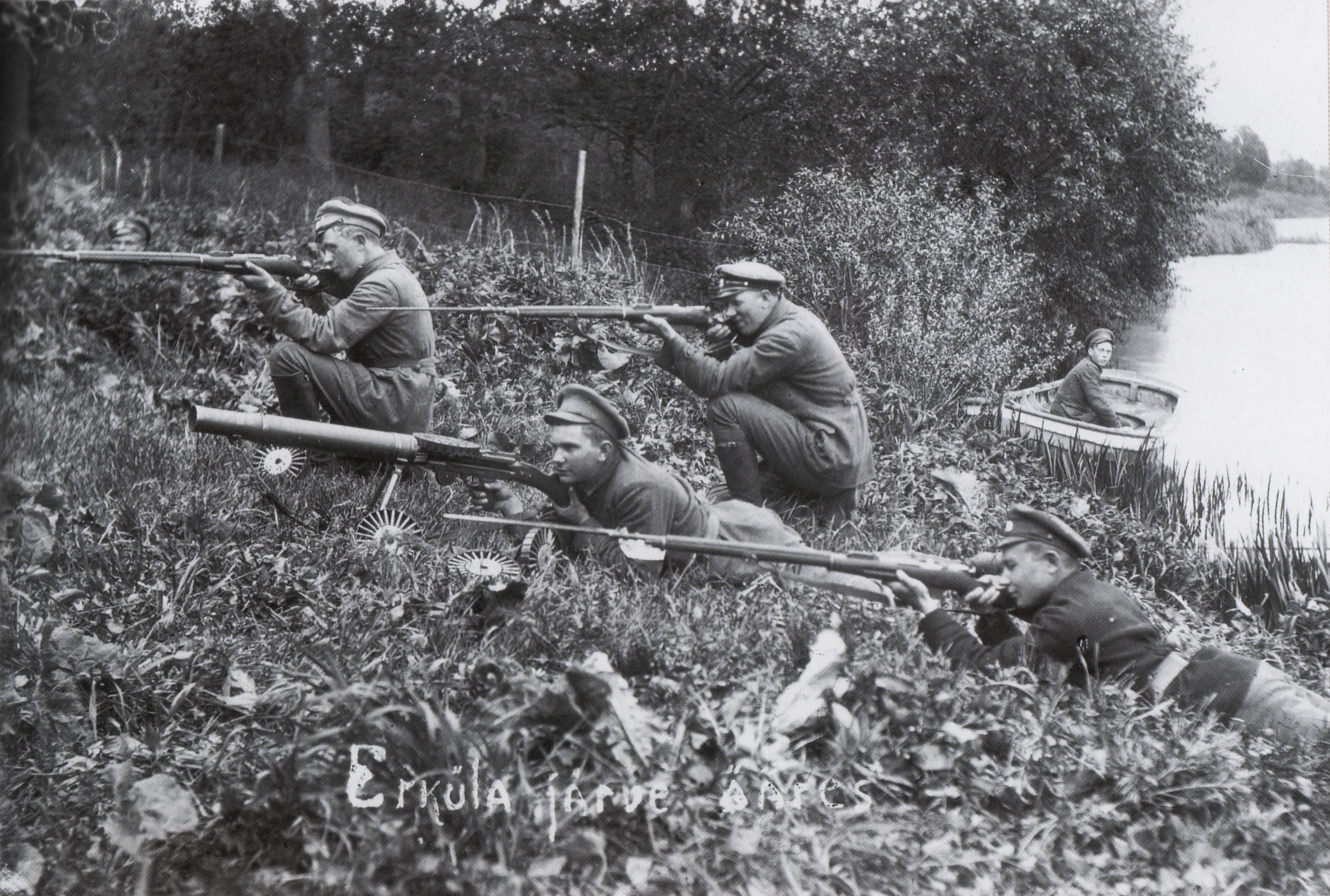
Soldați estoni lângă Ārciems în Letonia în mai 1919

Deși armata estonă obținuse controlul asupra teritoriului țării, armatele roșii adverse erau încă active. Înaltul Comandament Eston a decis să-și împingă liniile de apărare peste graniță în Rusia, în sprijinul Corpului de Nord al Rusiei Albe. Pe 13 mai, Corpul de Nord a intrat în ofensivă la Narva, luându-i pe sovietici prin surprindere și distrugând Divizia a VI-a a acestora. Ofensiva a fost susținută de-a lungul coastei Golfului Finlandei de marinele britanică și estonă. Odată cu apropierea frontului, garnizoana fortului Krasnaia Gorka⁠(d) s-a răsculat. Dar Armata a VII-a Roșie a primit întăriri și a contraatacat, împingându-i pe rușii albi înapoi, până când frontul a fost stabilizat cu sprijinul Diviziei I estone pe râurile Luga⁠(d) și Saba.
Ofensiva Grupului de Luptă Eston Petseri a început pe 24 mai. Cei 600 de soldați ai Regimentului I Eston de Pușcași al Armatei Roșii, împreună cu Leonhard Ritt, comandantul Diviziei I Estone de Pușcași⁠(d), au întors armele în aceeași zi. O ofensivă a distrus Armata Roșie Estonă, a capturat Pskovul pe 25 mai și a eliberat teritoriul dintre Estonia și râul Velikaya de forțele sovietice. Câteva zile mai târziu, forțele rusești albe au sosit la Pskov, dar întrucât nu au putut să apere orașul singure, unele forțe estoniene au rămas la Pskov, în timp ce restul au fost retrase în granițele țării. Corpul de Nord a mobilizat membri ai populației locale din regiunea Pskov. La 19 iunie 1919, comandantul suprem eston, generalul Johan Laidoner⁠(d), a renunțat la comanda rușilor albi, iar aceștia și-au schimbat numele în Armata de Nord-Vest⁠(d). La scurt timp după aceea, generalul Nikolai N. Iudenici a preluat comanda trupelor.

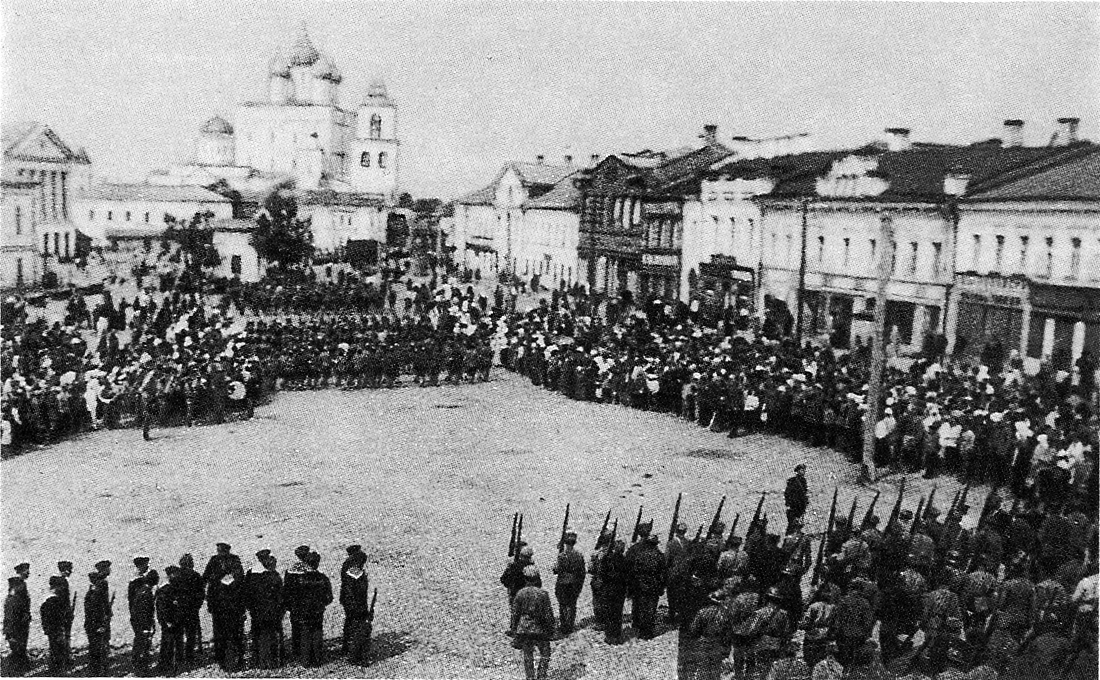
Paradă a armatei estone la Pskov pe

Simultan cu ofensiva de la Pskov, diviziile a II-a și a III-a estone au început și ofensiva spre sud în nordul Letoniei. Până la sfârșitul lunii mai, au capturat Alūksne și Valmiera⁠(d). Datorită ofensivelor germano-letone simultane din vestul Letoniei, situația devenea foarte dificilă pentru sovietici. Pe 31 mai, un regiment de cavalerie eston condus de Gustav Jonson⁠(d) a ajuns la Gulbene⁠(d), capturând o mare cantitate de material rulant, inclusiv 2 trenuri blindate. O ofensivă rapidă a Diviziei a II-a, condusă de regimentul său de cavalerie, a continuat, și la 6 iunie a traversat râul Daugava și a capturat Jēkabpils⁠(d), dar Divizia a III-a nu a mai putut susține înaintarea diviziei a II-a, deoarece acum se confrunta cu o un nou inamic: Baltische Landeswehr⁠(d).

### Război împotriva Landeswehrului

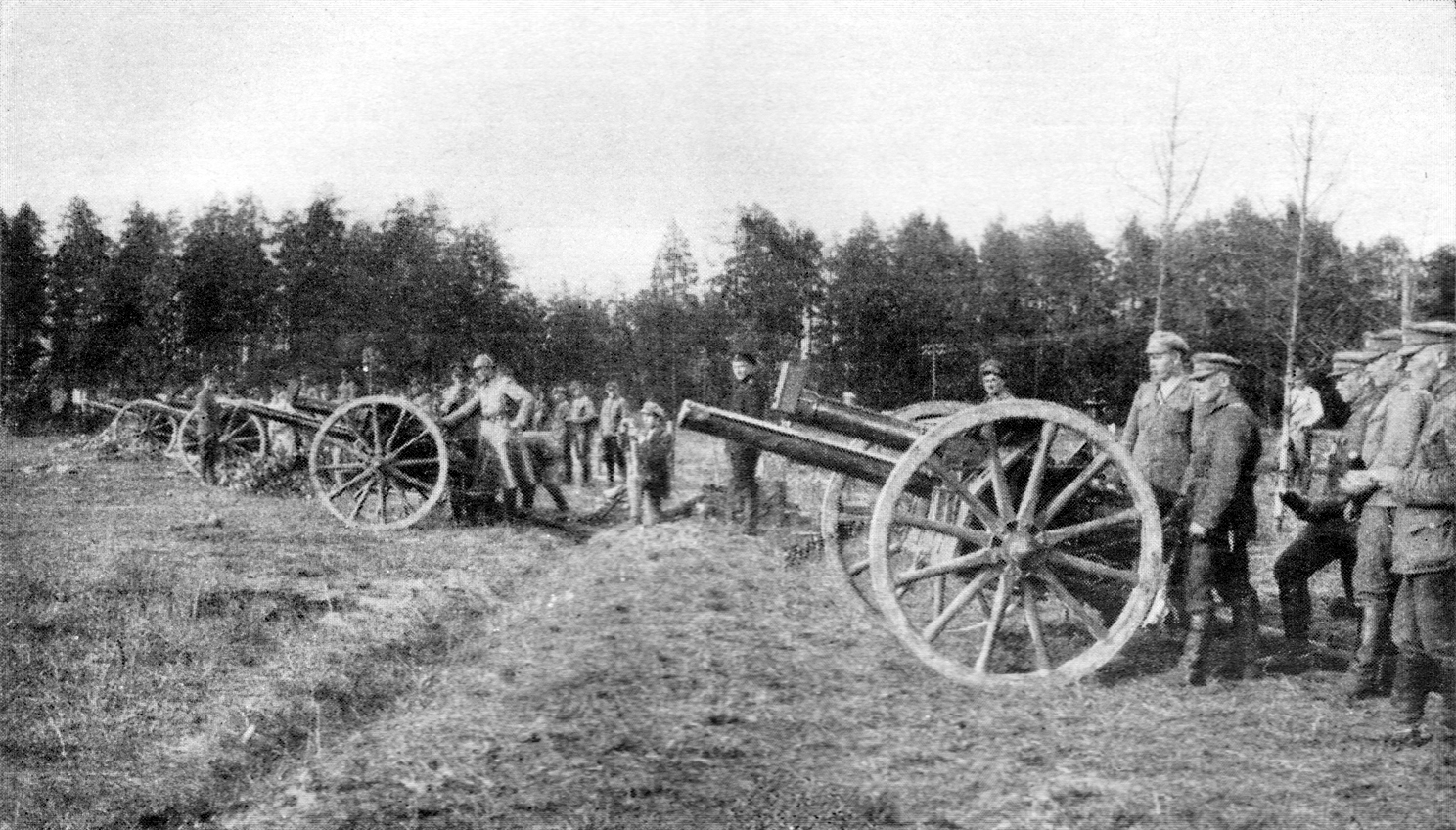
Artileria estonă în război împotriva Landeswehrului

Războiul împotriva Baltische Landeswehr⁠(d) a izbucnit pe frontul de sud din Letonia la 5 iunie 1919. Democrații letoni conduși de Kārlis Ulmanis și-au declarat independența ca și Estonia, dar au fost în curând împinși înapoi în Liepāja de forțele sovietice, unde Corpul VI de rezervă german și-a oprit în cele din urmă înaintarea. Această forță germană, condusă de generalul Rüdiger von der Goltz⁠(d), era formată din Baltische Landeswehr⁠(d), formată din germani baltici, Divizia de rezervă de gardă a foștilor soldați ai Armatei Imperiale Germane care rămăseseră în Letonia, și Divizia de fier⁠(d) Freikorps de voluntari motivați de perspectivele de a dobândi proprietăți în Țările Baltice. Acest lucru a fost posibil deoarece termenii armistițiului lor cu Aliații Occidentali i-au obligat pe germani să-și mențină armatele în Est pentru a contracara amenințarea bolșevică. Corpul al VI-lea de Rezervă cuprinea și Batalionul I Independent Leton condus de Oskars Kalpaks⁠(d), care era format din etnici letoni loiali guvernului provizoriu al Letoniei. 
Germanii au perturbat organizarea forțelor naționale letone, iar la 16 aprilie 1919, guvernul provizoriu a fost răsturnat și înlocuit cu guvernul provizoriu pro-german al Letoniei, condus de Andrievs Niedra⁠(d). Ulmanis s-a refugiat la bordul vaporului „Saratow” sub protecția Antantei. Corpul al VI-lea de Rezervă i-a împins pe sovietici înapoi, cucerind Riga pe 23 mai, a continuat să avanseze spre nord și a cerut ca Armata Estonă să înceteze ocupația teritoriului nordic al Letoniei. Intenția reală a Corpului al VI-lea de Rezervă era să anexeze Estonia ca stat-marionetă dominat de germani.

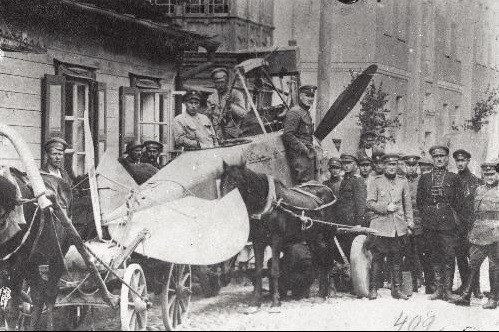
Avion Landeswehr doborât de forțele estone

La 3 iunie, generalul eston Laidoner a emis un ultimatum prin care a cerut ca forțele germane să se retragă spre sud, lăsând calea ferată cu ecartament larg dintre Ieriķi și Gulbene⁠(d) sub controlul Estoniei. Când trenurile blindate estone s-au deplasat pe 5 iunie pentru a verifica respectarea acestei cereri, Baltische Landeswehr le-a atacat, fără succes. A doua zi, Baltische Landeswehr a capturat Cēsis⁠(d). La 8 iunie, un contraatac eston a fost respins. Primele ciocniri au demonstrat că Corpul al VI-lea de Rezervă era mai puternic și mai bine echipat decât sovieticii. La 10 iunie, cu medierea Antantei, a fost încheiat un acord de încetare a focului. În ciuda cererii Antantei ca forța germană să se retragă în spatele liniei cerute de estoni, von der Goltz a refuzat și a cerut retragerea Estoniei din Letonia, amenințând că va continua luptele. La 19 iunie, luptele s-au reluat cu un asalt al Diviziei de Fier asupra pozițiilor Diviziei a III-a estone de lângă Limbaži⁠(d) și Straupe⁠(d), declanșând bătălia de la Cēsis⁠(d). La acea vreme, Divizia a III-a estonă, inclusiv regimentul II leton Cēsis sub comanda colonelului Krišjānis Berķis⁠(d), avea 5990 de infanterie și 125 de cavalerie. Atacurile intensive ale Germaniei asupra pozițiilor estone au continuat până la 22 iunie, fără a obține un progres. Pe 23 iunie, Divizia a III-a estonă a contraatacat, recapturând Cēsisul. Aniversarea bătăliei de la Cēsis (în estonă Võnnu lahing) este sărbătorită în Estonia ca Ziua Victoriei⁠(d).
Divizia a III-a estonă și-a continuat avansul spre Riga. La 3 iulie, când forțele estone se aflau la periferia Rigăi, a fost luată o încetare a focului la cererea Antantei și la Riga a fost reinstituit guvernul Ulmanis. Forțele germane au primit ordin să părăsească Letonia, Baltische Landeswehr a fost pusă sub comanda Guvernului provizoriu leton și trimisă să lupte împotriva Armatei Roșii. Cu toate acestea, pentru a ocoli ordinele Antantei, trupele Corpului al VI-lea de Rezervă, desființat, în loc să se risipească, a fost încorporat în Armata de Voluntari a Rusiei de Vest⁠(d), angajată oficial de guvernul-marionetă german din Letonia și condusă de Pavel Bermondt-Avalov⁠(d). În octombrie, luptele s-au reluat, când Armata de Voluntari a Rusiei de Vest a atacat Riga. În urma cererii de ajutor din partea Letoniei, Estonia a trimis două trenuri blindate pentru a ajuta la respingerea atacului german. Armata estonă a rămas și ea să sprijine apărarea Letoniei împotriva sovieticilor, apărând frontul de la nord de Lacul Lubāns⁠(d).

### Ultimele bătălii și negocierile de pace

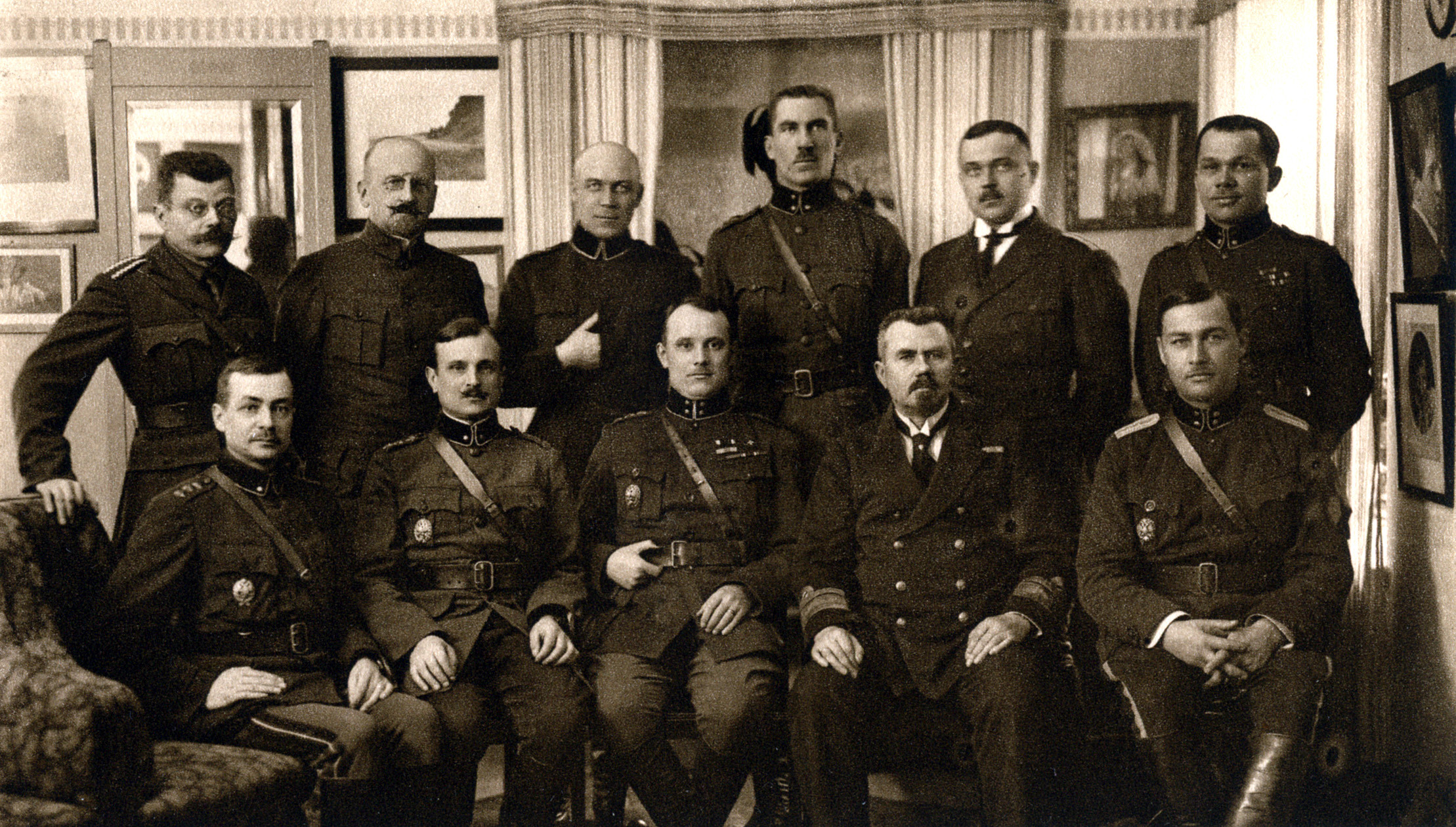
Înaltul Comandament al Armatei Estoniene în 19

Rusia sovietică a încercat să încheie o pace din primăvara anului 1919. La 25 aprilie 1919, comuniștii maghiari s-au oferit să medieze o înțelegere între bolșevici și estoni, dar amiralul Cowan⁠(d) a amenințat cu retragerea sprijinului pentru estoni dacă nu resping oferta maghiară. Rușii au abordat apoi public subiectul discuțiilor de pace într-o emisiune radiofonică din 27 și 28 aprilie. La 5 iunie, comuna estonă a fost desființată. O transmisie ulterioară a rușilor din 21 iulie l-a determinat pe jurnalistul britanic Arthur Ransome⁠(d) să-i pună comisarului pentru relații externe Gheorghi Cicerin întrebări pe tema discuțiilor de pace. Drept urmare, guvernul sovietic a făcut o ofertă oficială pentru negocieri la 31 august 1919. Estoni au acceptat pe 4 septembrie, iar delegațiile au început discuțiile pe 16 septembrie. Estonia a propus apoi oprirea negocierilor până când Letonia, Lituania și Finlanda vor conveni să participe la negocieri comune.
Toamna, Armata de Nord-Vest a lansat operațiunea Sabia Albă, un efort major de a captura Petrogradul. Cu armele oferite de Regatul Unit și Franța și cu sprijinul operațional din partea Armatei Estoniei, Marinei Estoniei⁠(d) și Marinei Regale, Armata Nord-Vest a început ofensiva la 28 septembrie 1919. Estonia a sprijinit Armata de Nord-Vest în urma solicitărilor Antantei. Forțele estone au efectuat atacuri navale și terestre comune împotriva fortului Krasnaia Gorka⁠(d), în timp ce Divizia a II-a estonă a încercat să distrugă podurile peste râul Velikaia, iar Divizia a III-a estonă a atacat în direcția Pîtalovo⁠(d). Armata de Nord-Vest s-a apropiat la 16 km de Petrograd, dar Armata Roșie a respins trupele albe înapoi pe râul Narva⁠(d). Neîncrezător în rușii albi, Înaltul Comandament Eston a dezarmat și a internat rămășițele Armatei de Nord-Vest care s-au retras în spatele frontierei de stat.

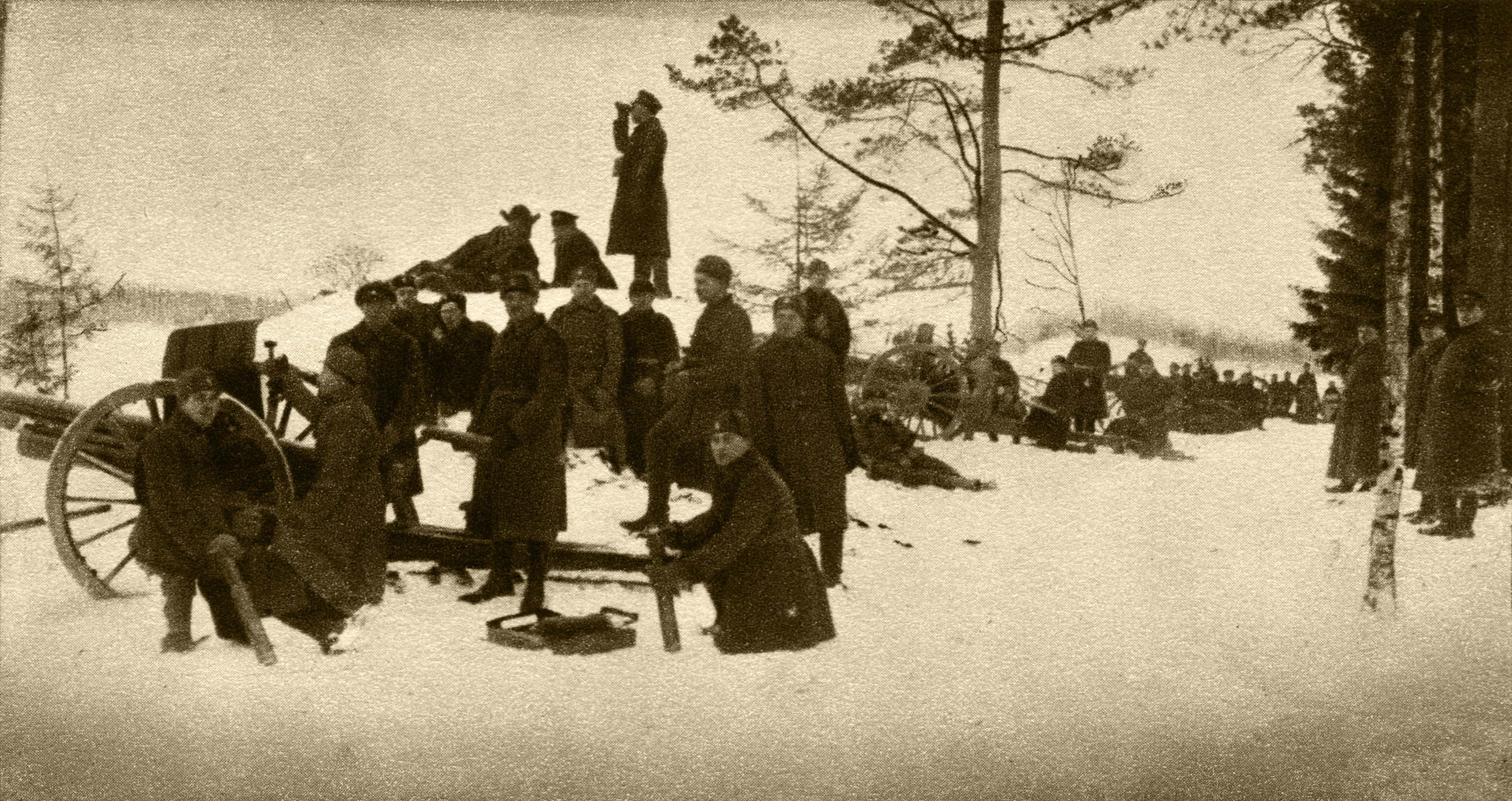
Baterie de câmp estonă lângă Narva la sfârșitul anului 1919

Armatele a VII-a și a XV-a sovietice care înaintau în urma forțelor ruse albe care se risipeau au continuat să atace⁠(d) pozițiile fortificate de la granița de stat de lângă Narva. Primele ciocniri au avut loc pe râul Luga⁠(d) pe 16 noiembrie, și au dus la bătălii deschise în care 120.000 de sovietici s-au confruntat cu 40.000 de estoni. După atacuri repetate, Armata a VII-a Roșie a reușit să obțină un succes limitat. La sfârșitul lunii noiembrie, situația de pe front s-a calmat, deoarece sovieticii aveau nevoie să-și reînnoiască forțele. Pentru a face presiuni asupra Estoniei în discuțiile de pace, atacurile sovietice intensive au reluat pe 7 decembrie. Pe 16 decembrie, situația a devenit critică, deoarece unitățile din avangarda Armatei a XV-a Roșii au traversat râul Narva. A doua zi, un contraatac eston i-a împins pe sovietici înapoi. Înaltul Comandament Eston a întărit activ Divizia I la Narva în timpul luptelor, trimițând grosul Diviziei a III-a. Generalul Tõnisson a devenit comandantul Frontului Viru⁠(d). După ce a pierdut 35.000 de oameni în lupte grele, Armata Roșie era complet epuizată la sfârșitul lunii decembrie.
La 19 decembrie, noul guvern al lui Jaan Tõnisson⁠(d) a decis să reia discuțiile cu Rusia Sovietică, chiar și fără participarea altor țări baltice. Negocierile au început pe 5 decembrie, principalul punct al disputei fiind chestiunile teritoriale. Discuțiile au continuat până în decembrie, ambele părți insistând cu revendicările ei teritoriale, în timp ce luptele grele continuau la Narva. Tratatul de pace a fost încheiat în cele din urmă la 31 decembrie 1919, iar încetarea focului a intrat în vigoare la 3 ianuarie 1920.

## Asistența externă

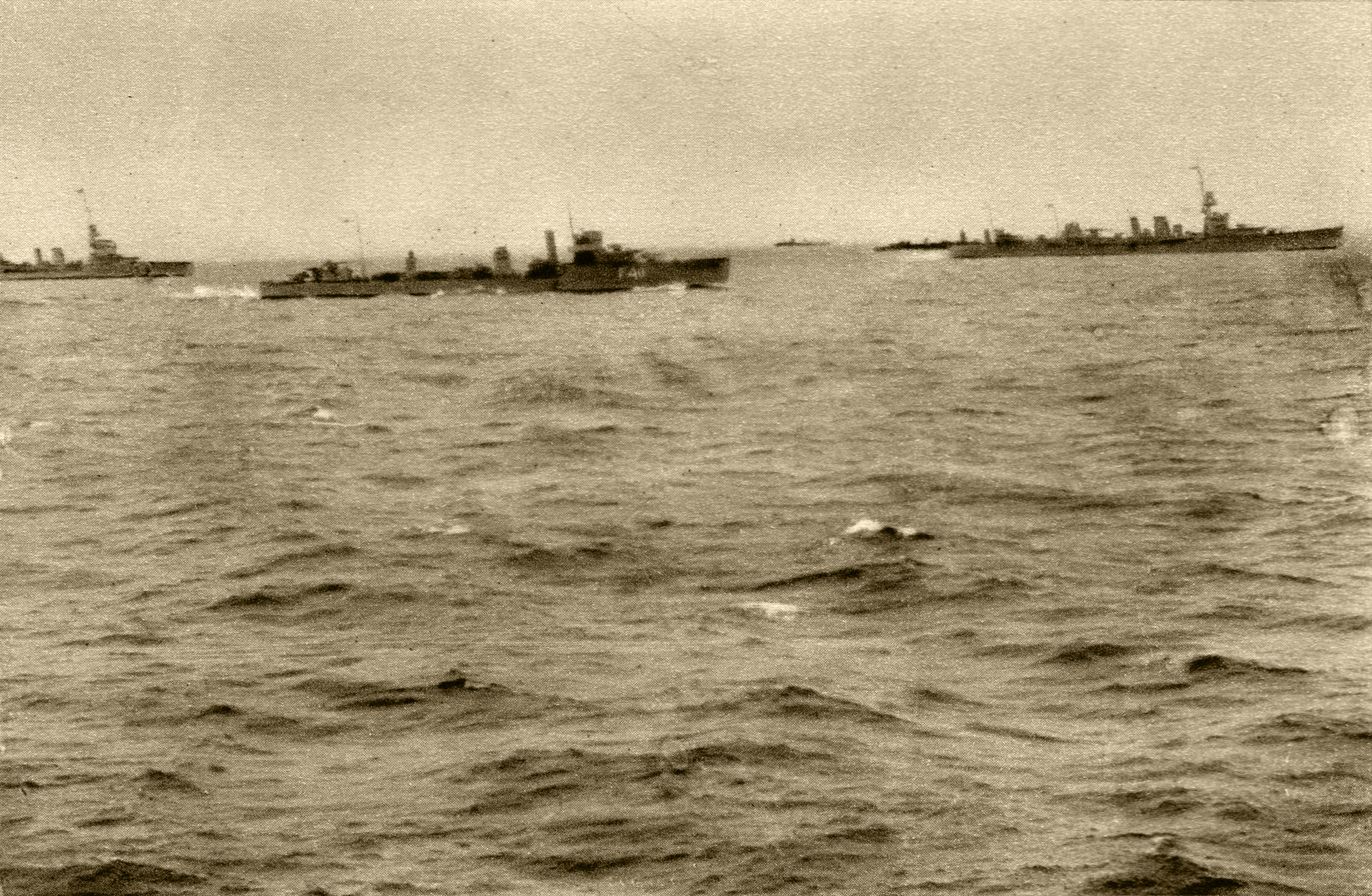
Escadrila britanică din în octombrie 1919

Asistența externă, în mare parte din Regatul Unit și Finlanda, a jucat un rol foarte important în primele etape ale războiului.
Forțele navale și aeriene britanice au sosit în decembrie 1918, după ce politicienii estoni au făcut lobby la Londra. La acea dată, noul guvern eston era slab și disperat, iar prim-ministrul estonian chiar a cerut ca statul său să fie declarat protectorat britanic⁠(d), dar Regatul Unit nu a acceptat această cerere. Cu toate acestea, escadrila britanică a livrat 6500 de puști, 200 de mitraliere, 2 tunuri de câmp, plus două distrugătoare sovietice capturate lângă Tallinn și predate Estoniei. O escadrilă a Marinei Regale a continuat să ofere sprijin de artilerie pe coastă și a protejat flancul Estoniei împotriva flotei baltice rusești. Regatul Unit a rămas principalul furnizor de arme și echipamente al Estoniei în timpul războiului.
Chiar dacă Marina Britanică oferea un sprijin considerabil, istoricul William Fletcher concluzionează că „forța navală britanică ar fi avut un efect redus asupra rezultatului afacerilor baltice dacă estonii și letonii nu ar fi oferit o forță terestră și maritimă vibrantă și disciplinată”. Britanicii au contribuit cu 88 de nave la campania baltică, dintre care 16 au fost scufundate. 128 de militari britanici au murit în campanie, 9 au fost capturați și cel puțin 27 au fost răniți.

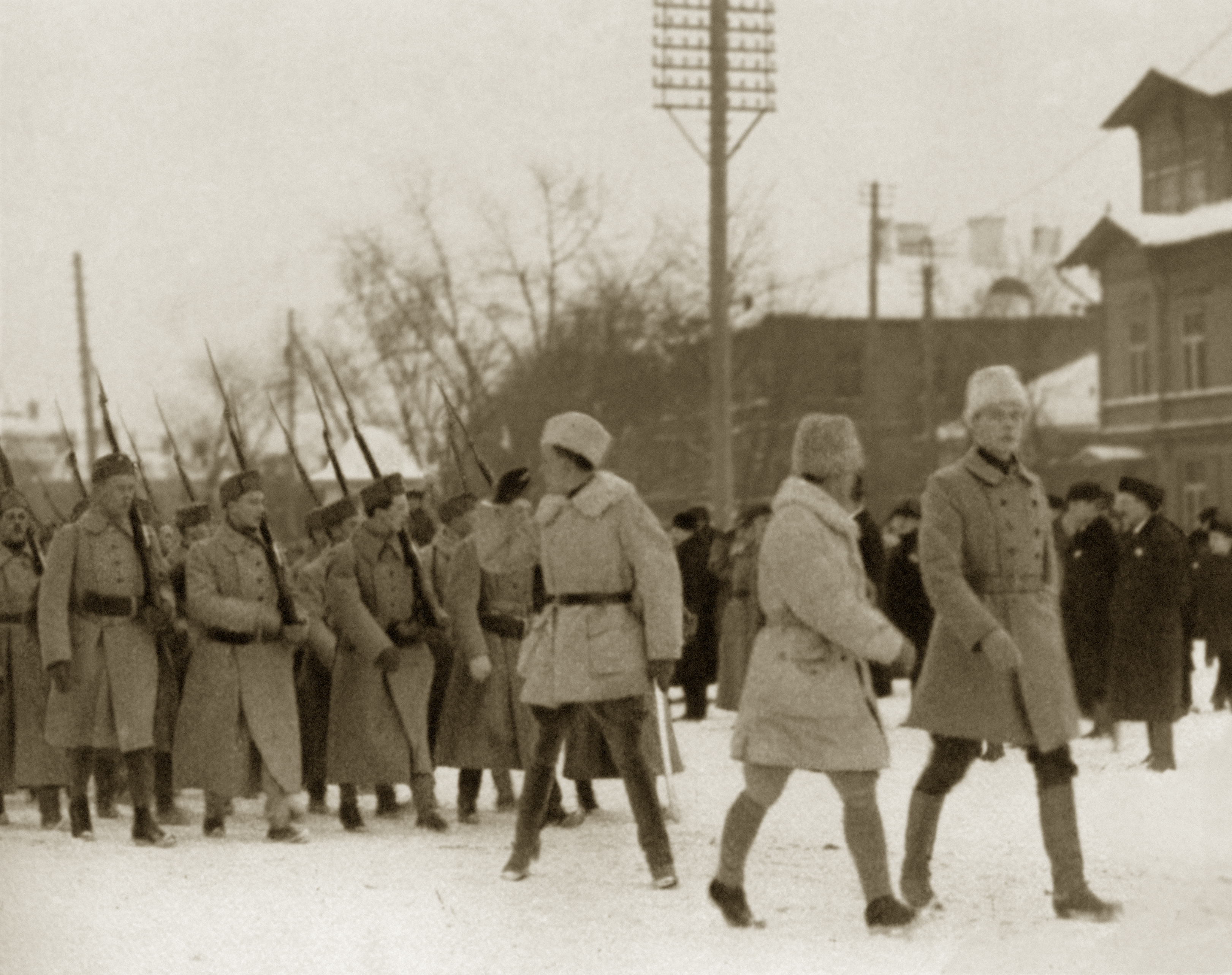
Voluntari finlandezi ajung la Tallinn, Estonia, în decembrie 1918

Îngrijorată de perspectiva stăpânirii bolșevice la granița sa de sud, Finlanda a livrat fonduri și arme. Finlanda a furnizat 5000 de puști și 20 de tunuri de câmp până la 12 decembrie. Finlanda a trimis și 3500 de voluntari. Pohjan Pojat⁠(d) condus de Hans Kalm⁠(d) a luptat pe Frontul de Sud, inclusiv în Bătălia de la Paju⁠(d), în timp ce I Suomalainen Vapaajoukko condus de Martin Ekström a luptat pe Frontul Viru, inclusiv în bătălia de la Utria⁠(d). Voluntarii finlandezi s-au întors în Finlanda în martie-aprilie 1919, după ce au pierdut 150 de oameni.
Corpul auxiliar dano-baltic⁠(d) cu aproximativ 200 de oameni a fost format sub comanda căpitanului Richard Gustav Borgelin⁠(d) în aprilie 1919. Compania a luat parte la luptele împotriva bolșevicilor din Letonia și de lângă Pskov, iar 19 oameni au fost uciși până la încheierea contractului lor, în septembrie. RG Borgelin a fost avansat la gradul de locotenent-colonel a primit conacul Maidla⁠(d) în semn de recunoștință pentru serviciile sale.
Unitatea de voluntari suedezi sub comanda lui Carl Mothander⁠(d) a fost înființată în Suedia la începutul anului 1919. În martie 1919, 178 de voluntari au luat parte la misiuni de recunoaștere în Virumaa. În aprilie, compania a fost trimisă pe frontul de sud și a luat parte la luptele de lângă Peciorî. În mai, compania a fost desființată, unii voluntari s-au alăturat altor unități, iar restul s-au întors în Suedia.

## Tratatul de pace de la Tartu

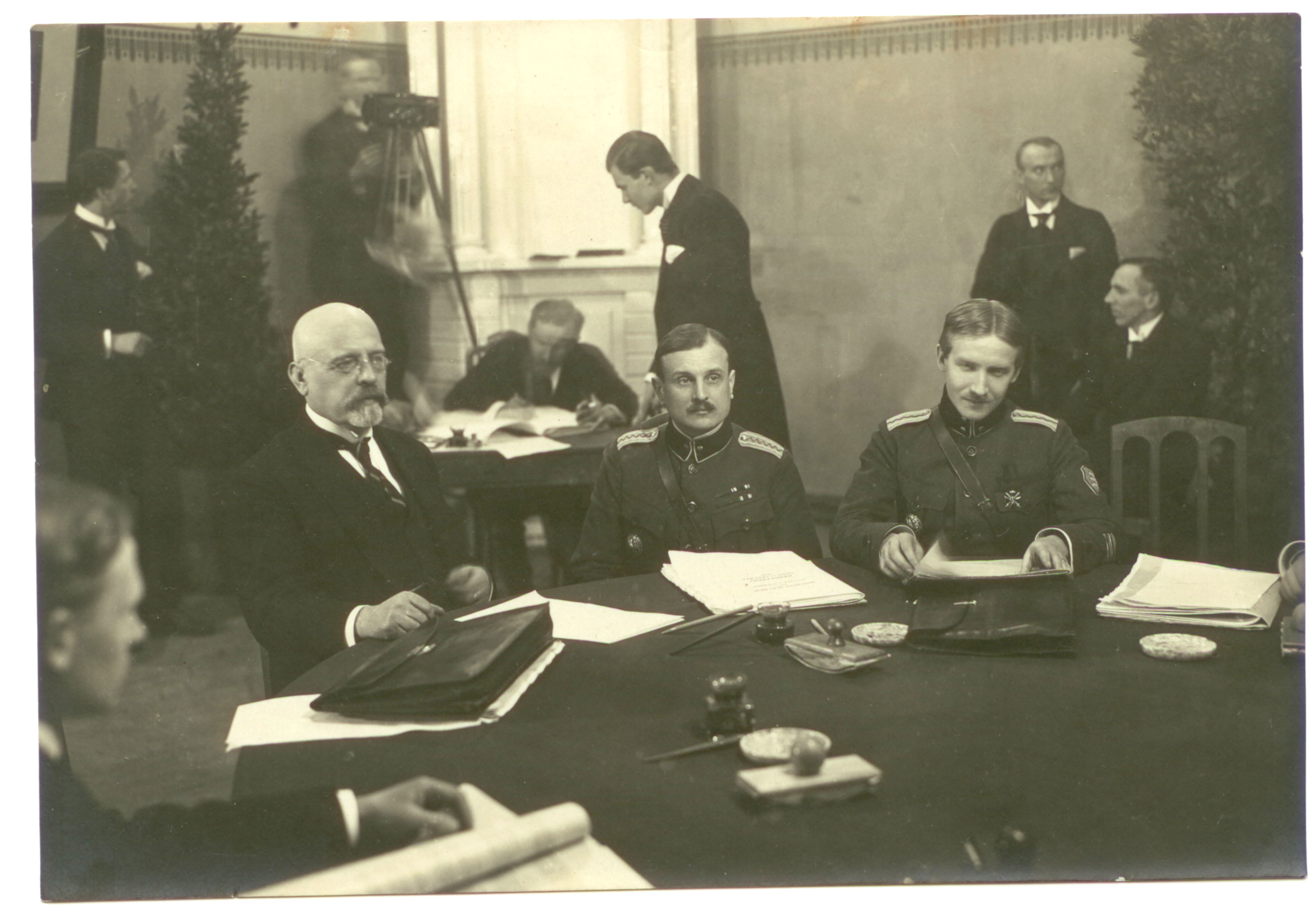
O parte a delegației Estoniei la negocierile tratatului de la Tartu (de la stânga la dreapta):, și.

La 2 februarie 1920, Republica Estonia și RSFS Rusă au semnat tratatul de pace de la Tartu⁠(d). La acea dată, regimul bolșevic nu fusese recunoscut de nicio putere occidentală. Termenii tratatului prevedeau că Rusia renunță pentru totdeauna la toate pretențiile asupra teritoriului Estoniei. Frontiera convenită corespundea aproximativ cu poziția liniei frontului la încetarea ostilităților. Estonia a păstrat anume o fâșie strategică la est de râul Narva și Setumaa⁠(d) în sud-est.